# Aïn Naâdja (metropolitana di Algeri)
Aïn Naâdja è una stazione della linea 1 della metropolitana di Algeri, situata nel comune di Djasr Kasentina. 
La stazione si trova nel cuore del complesso residenziale di Djillali Ammari, a Gué de Constantine, e dà accesso al quartiere noto come 720 logements.

## Storia

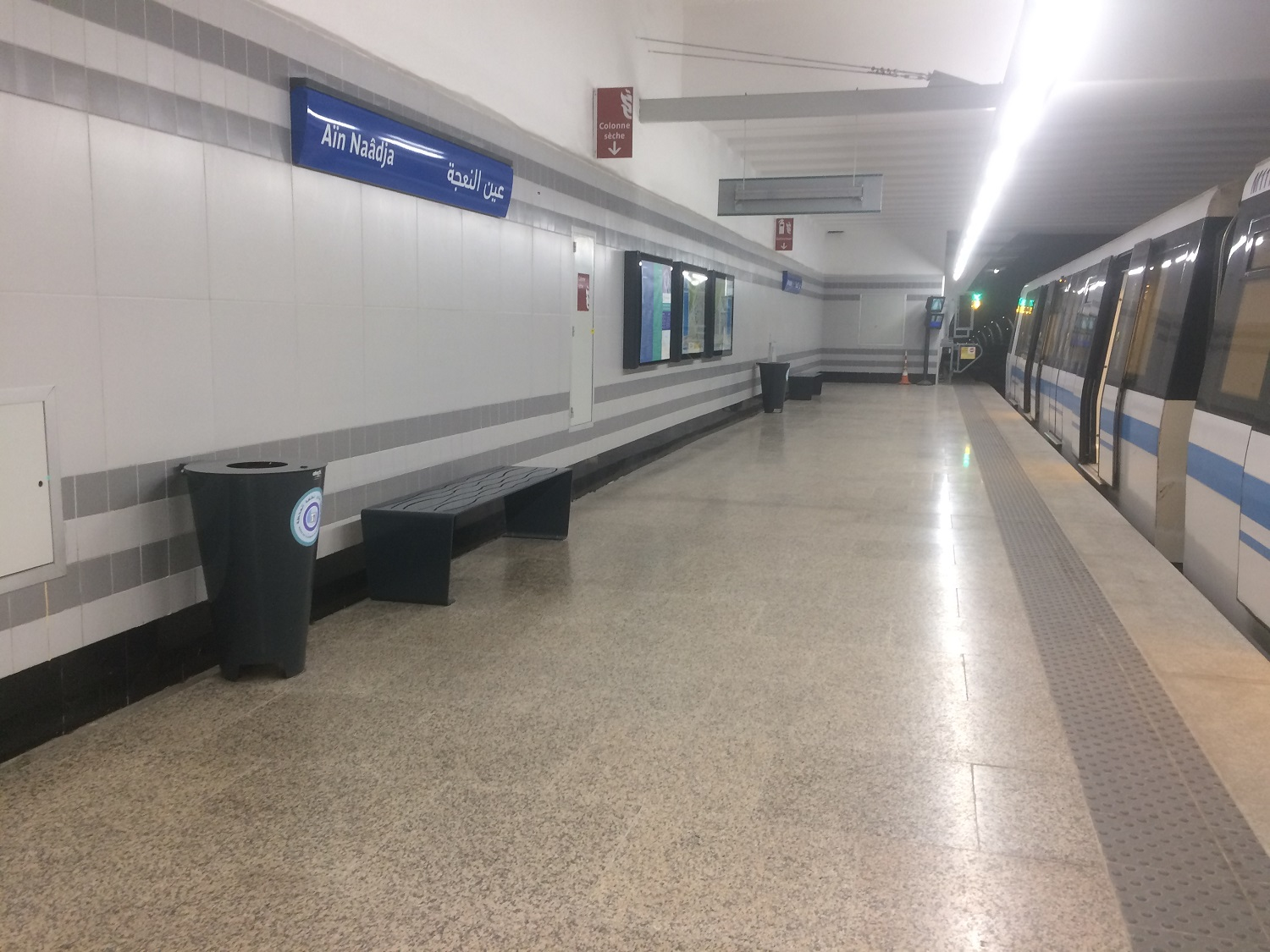
Banchina della stazione (2018).

La stazione di Aïn Naâdja è stata inaugurata il 10 aprile 2018. Fa parte dell'estensione C della linea 1, inaugurata nello stesso mese fino a questa stazione, mentre sono in corso i lavori per estendere questo ramo della linea fino a Baraki.

## Strutture e impianti
È una stazione passante a 4 binari, due per ogni senso di marcia, serviti da due banchine laterali per ciascun lato.

## Servizi
La stazione ha 4 uscite, due nella zona dei 720 logements, una in quella dei 2248 logements e una presso la scuola Akila Ben Ahmed. È dotata di un ascensore per le persone a mobilità ridotta.